# Instytut Sztuki Wyspa
Instytut Sztuki Wyspa (IS Wyspa) – założony w 2004 roku i prowadzony przez Fundację Wyspa Progress w Gdańsku, ulokowany na dawnych terenach Stoczni Gdańskiej. Instytut Sztuki Wyspa jest pierwszą w Polsce niekomercyjną instytucją o międzynarodowym profilu zajmującą się zagadnieniami współczesnej kultury artystycznej prowadzoną przez organizację pozarządową. Działalność Instytutu opiera się na organizowaniu wystaw, warsztatów, konferencji, festiwali, a także publikacjach. W 2007 w Instytucie, pod nazwą Wyspa & Revolver otwarto klubo-księgarnię wydawnictw poświęconych sztuce współczesnej.
Instytut, a także Fundacja Wyspa Progress czynnie uczestniczą w debacie publicznej nt. przyszłości terenów postoczniowych, organizując, między innymi, serię warsztatów w 2006, w których brali udział artyści, studenci, władze miasta, deweloperzy, inwestorzy, urbaniści i działacze związkowi.
W maju 2010 w budynku Instytutu powstała klubokawiarnia Buffet.

## Założyciele
- Aneta Szyłak – kuratorka, wiceprezes Fundacji Wyspa Progress
- Grzegorz Klaman – kurator, dyrektor Instytutu Sztuki Wyspa, Prezes Fundacji Wyspa Progress

|                   |             |
| Siedziba IS Wyspa | Klub Buffet |

## Wystawy i wydarzenia
Wybrane wystawy i wydarzenia zrealizowane przez Instytut Sztuki Wyspa:
- Schoenberg!
- Ludzie, wydarzenia, przemiany : 20 lat fotografii „Gazety Wyborczej”
- 20 Mgnień Wolności
- ISLANDEA
- Fikcja i Fikcja
- Wybrańcy
- Bogna Burska: gra z przemieszczającymi się zwierciadłami – część trzecia
- Przełóż to: Kolekcja niemożliwa
- New Age
- Wydział Remontu
- model ad hoc
- Jeanne Susplugas: Skutki Uboczne
- Nic nie poczujesz
- Tektonika Historii
- Patriotyzm Jutra
- Artur Żmijewski: Wybrane prace
- Ewa Partum: Legalność Przestrzeni
- Un/Real
- Absolwent
- Strażnicy Doków
- BHP (Health and Safety)
- Rzeczy Polityczne
- Subiektywna Linia Autobusowa
- Międzynarodowy Festiwal Sztuk Wizualnych Alternativa